# Смоленська АЕС-2
Смоленська атомна електростанція II (рос. Смоленская АЭС-2) — планована атомна електростанція в Росії. Вона має розташуватися в Смоленській області поблизу міста Десногорськ. Її призначення – замінити стару електростанцію на блоках РБМК після її зупинки. Згідно з планом, вона матиме два, а пізніше чотири реактори ВВЕР-ТОІ. У той же час це один з найважливіших проектів російської атомної енергетики 20-30-х років 21 століття.

## Історія та технічна інформація

### Початки
Плани щодо будівництва нових блоків у Смоленській області почали планувати ще в 1990-х роках. 1 липня 1998 року обласне керівництво видало розпорядження про створення документації для будівництва нової АЕС. Спочатку планувалося побудувати два або чотири реактори ВВЕР-1000/392. Також у 1998 році Мінатом розпочав переговори разом з Німеччиною та Францією, які мали призвести до угоди про будівництво двох реакторів EPR потужністю 1500 МВт кожен. Крім того, через Варшаву до Касселя мали побудувати лінію електропередачі. Однак через економічні причини будівництво електростанції так і не відбулося. Якби цю станцію побудували разом із ГАЕС Круоніс у Литві, це було б оптимальним джерелом енергії, оскільки Литва була зацікавлена в з’єднанні Смоленської АЕС з європейською мережею.

### Новий план
27 липня 2012 року Росатом зробив заяву про намір побудувати нову АЕС у Смоленській області. Під час робочого візиту Сергія Кирієнка на Смоленську атомну електростанцію 17 жовтня 2012 року було оголошено, що планування станції має бути завершено не пізніше 2015 року, щоб будівництво розпочалося вчасно. Приблизно в цей же час губернатор області погодив будівництво перших двох блоків електростанції. Северський і Нижньогородський проекти були відкладені з метою прискорення проекту.
У лютому 2014 року в Москві почалася технічна розробка проекту перших двох блоків АЕС з реакторами ВВЕР-1300/510. Вартість розробки становить 3,79 мільярда рублів.
У листопаді 2014 року завершилися пошукові роботи по будівництву Смоленської атомної електростанції II в 7 км від діючої старої електростанції. У вересні 2016 року надали дозвіл на розміщення енергоблоків електростанції. У 2018 році землю передали із земельного фонду держкомпанії «Росатом». До кінця 2020 року планували розробити та затвердити план дій інвестиційного проекту будівництва електростанції. Робота над проектом почалася в 2024 році.
Тодішній графік передбачав початок будівництва в 2027 році, заливку першого бетону в першому блоці в 2027 році і введення в експлуатацію в 2033 році.
Всього на електростанції працюватимуть чотири чотириконтурні реактори ВВЕР-ТОІ з водою під тиском загальною потужністю 1255 МВт кожен.

### Будівництво
У серпні 2024 року уряд Росії оголосив, що в рамках програми будівництва нової АЕС два блоки ВВЕР-ТОІ Смоленської АЕС II будуть введені в експлуатацію до 2033 і 2035 років відповідно.
У серпні 2024 року розпочалися земляні роботи на будівельному майданчику. Основне завдання з проведення підготовчих робіт буде покладено на російську компанію ВАТ «Концерн Титан-2», підрозділ «Росатома». За планом на опрацювання проектної документації передбачено три роки. Координацію та контроль за виконанням графіка здійснює спеціальний проектний офіс, яким керують працівники Росенергоатому, які також відповідають за те, щоб будівництво йшло згідно з планом. Перший бетон планують залити у 2027 році.

## Інформація про реактори
| Реактор        | Тип реактора  | Продуктивність | Продуктивність | Початок будівництва | Підключення до мережі | Введення в експлуатацію | Закриття |
| Реактор        | Тип реактора  | Нетто          | Брутто         | Початок будівництва | Підключення до мережі | Введення в експлуатацію | Закриття |
| -------------- | ------------- | -------------- | -------------- | ------------------- | --------------------- | ----------------------- | -------- |
| Смоленськ II-1 | ВВЕР-1300/510 | 1115 МВт       | 1255 МВт       | 2027                |                       | 2033                    |          |
| Смоленськ II-2 | ВВЕР-1300/510 | 1115 МВт       | 1255 МВт       | 2028                |                       | 2035                    |          |
| Смоленськ II-3 | ВВЕР-1300/510 | 1115 МВт       | 1255 МВт       | планується          |                       |                         |          |
| Смоленськ II-4 | ВВЕР-1300/510 | 1115 МВт       | 1255 МВт       | планується          |                       |                         |          |